# Krupá (ort i Tjeckien, Mellersta Böhmen, lat 50,17, long 13,73)
Krupá är en ort i Tjeckien.   Den ligger i regionen Mellersta Böhmen, i den nordvästra delen av landet, 50 km väster om huvudstaden Prag. Krupá ligger 365 meter över havet och antalet invånare är 432.
Terrängen runt Krupá är platt åt sydväst, men åt nordost är den kuperad.Runt Krupá är det ganska tätbefolkat, med 65 invånare per kvadratkilometer. Närmaste större samhälle är Rakovník, 7,9 km söder om Krupá. Trakten runt Krupá består till största delen av jordbruksmark.